# Eclipse foundation
Eclipse Foundation är en ideell, medlems-stöttad organisation som håller i öppen källkod Eclipse Projekt och hjälper till att renodla både ett open source samhälle och ett ekosystem av komplimenterade produkter och tjänster. Det är ansett som en 'tredje generationens' open source organisation.

## Historia
Under 2003–2004 grundades The Eclipse Foundation av Eclipse Konsortium, ett inofficiell konsortium av femtio mjukvaru-leverantörer

## Strategiska medlemmar
Varje strategisk medlem har en företrädare i styrelsen hos Eclipse Foundation vilket beviljar dem inflytande över den strategiska riktningen av Eclipse. Medlemmarna har även ett säte i de flera ledningsgrupperna som låter de påverka över olika teman och prioriteringen av Eclipse Ekosystem.
| - Actuate - Bredex GmbH - CA - IBM | - Innoopract - itemis - Nokia - Obeo | - Oracle - SAP - Sonatype - Sopera |

## Andra medlemmar
Det finns ungefär 170 medlemmar hos Eclipse Foundation som representerar de flesta regionerna i världen och många industri- och teknologi delar.